# Antonis Daglis
Antonis Daglis (řecky Αντώνης Δαγλής, známý jako Athénský rozparovač, 1974 Athény – 2. srpna 1997) byl řecký sériový vrah. 23. ledna 1997 byl odsouzen za vraždu tří žen a pokusy o vraždu dalších šesti osob k třináctinásobnému trestu doživotí a 25 letům odnětí svobody k tomu.
Od 14 let opakovaně páchal trestné činy. Měl záznam, v němž byl obviněn ze svádění nezletilé v roce 1988, a v roce 1989 byl v Zappeionu v Aténách zatčen za napadení skupiny mužů nožem. Později pracoval jako řidič kamionu. V letech 1992 a 1995 byly jeho oběti aténské prostitutky.
Byl zatčen kvůli znásilnění a únosu Angličanky Ann Hamsonové. Tu pustil, když ho přesvědčila, že vlastně není prostitutka, ale vydělává si na jízdenku do Británie. Již od začátku byl podezřelý ze dvou vražd a brzy se přiznal k znásilnění, uškrcení a rozřezání dvou žen a pokusu o vraždu dalších šesti, a také okradení všech osmi žen. Později připustil, že rozřezal těla dvou žen, Eleni Panagiotopoulouové (29 let) a Athiny Lazarouové (26 let) pilkou na železo a těla zlikvidoval poblíž Athén. Také se přiznal k dříve nevyřešené vraždě prostitutky, jejíž rozřezané tělo bylo nalezeno na skládce v roce 1992.
Během soudu řekl soudci: „Nenáviděl jsem všechny prostitutky a nadále je nesnáším. Šel jsem s nimi na schůzku kvůli sexu, ale náhle se mi do hlavy dostaly jiné obrázky. Slyšel jsem hlasy, které mi přikázaly je zabít. Jednou jsem uvažoval o uškrcení své snoubenky, ale ovládl jsem se.“
Antonis Daglis spáchal sebevraždu dne 2. srpna roku 1997.